# Barje (okręg pirocki)
Barje (cyr. Барје) – wieś w Serbii, w okręgu pirockim, w gminie Dimitrovgrad. W 2011 roku liczyła 29 mieszkańców.